# Mona & Marie
Mona & Marie (Untertitel: Eine etwas andere Weihnachtsgeschichte) ist ein deutscher Fernsehfilm des Regisseurs Marco Petry aus dem Jahr 2021.

## Handlung
Die snobistische Düsseldorfer Anwalts-Gattin Mona Berthold verabscheut Weihnachten. Nichtsdestotrotz kommt sie auch in diesem Jahr wieder ihrer Pflicht nach und richtet für Freunde und Geschäftspartner ihres Mannes Gregor zu Hause eine opulente Weihnachtsfeier aus. Die Veranstaltung ist bereits in vollem Gange, als unerwartet die Polizei auftaucht und Mona mitteilt, dass Gregor nach einem Herzinfarkt verstorben ist. Nachdem die Party aufgelöst ist, entdeckt sie in seinen persönlichen Sachen Fotos, die ihren Mann in innigen Posen mit einer jungen, ihr fremden Frau zeigen. Mona erleidet daraufhin einen Nervenzusammenbruch und wird nach Einnahme eines lebensgefährlichen Cocktails aus Alkohol und Schlaftabletten ins Krankenhaus eingeliefert.
Sohn Jonas kontaktiert in seiner Verzweiflung Monas entfremdete Schwester, den an der Nordseeküste lebenden Alt-Hippie Marie, und bittet sie, nach seiner Mutter zu sehen. Obwohl beide Frauen nach einem Streit einander 15 Jahre nicht mehr gesehen haben, beschließt die von Gewissensbissen geplagte Marie, anzureisen, doch als es im Krankenhaus erneut zum Eklat kommt, bedarf es Jonas’ Überredungskünsten, ehe Marie vorübergehend bei Mona einzieht. Als Mona am nächsten Tag entlassen wird, erfährt sie, dass Gregor sich vor seinem Tode mehrfach verspekuliert hat und von dem gemeinsamen Hab und Gut kaum etwas übrig geblieben ist. Zu allem Überfluss verlangt die Bank, dass sie bis Silvester das bereits veräußerte Zuhause räumt.
Als ihre Society-Freundinnen ihr daraufhin den Rücken kehren, sieht die überforderte Mona ein, dass sie – wenn auch widerwillig – auf die Hilfe ihrer Schwester angewiesen ist. Während der Veräußerung von Monas verbleibendem Besitz finden die ungleichen Frauen langsam wieder zueinander, doch kaum, dass alte Wunden verheilt scheinen, fällt Mona in alte Verhaltensmuster und provoziert abermals Streit mit Marie. Als Marie daraufhin abreist, sieht Mona sich geläutert. Sie muss erkennen, dass Sohn Jonas nicht der erfolgreiche Geschäftsmann ist, der er vorgibt zu sein, und dass sie sowohl ihrer besorgten Tochter Sophie als auch ihrem freundlichen Hausmeister Ahmet mit ihrer herablassenden Art alle die Jahre über Unrecht getan hat.
Nachdem sie sich mit Sophie und deren Frau Karen versöhnt hat, beschließt Mona, ihrer Schwester an die Nordsee nachzureisen. Dort angekommen, reagiert Marie zunächst kühl auf Monas Pläne, sich ungefragt über die Feiertage bei ihr einzunisten. Nachdem ihr langjähriger Lebensgefährte Harald sie jedoch für einen Mann verlassen und mit der Verantwortung für die gemeinsame Pension alleine gelassen hat, muss auch Marie erkennen, dass Mona ihr als ehemalige Sekretärin und aufgrund ihrer Kontakte bei der Führung des Gasthauses gleichermaßen eine Hilfe wäre. Die beiden Schwestern suchen daraufhin erneut die Versöhnung und Marie bittet Mona zu bleiben. Gemeinsam begehen sie mit Jonas, Sophie und Karen, die auf Einladung Maries und zu Monas Überraschung aus Düsseldorf angereist sind, den heiligen Abend.

## Rezeption

### Kritik

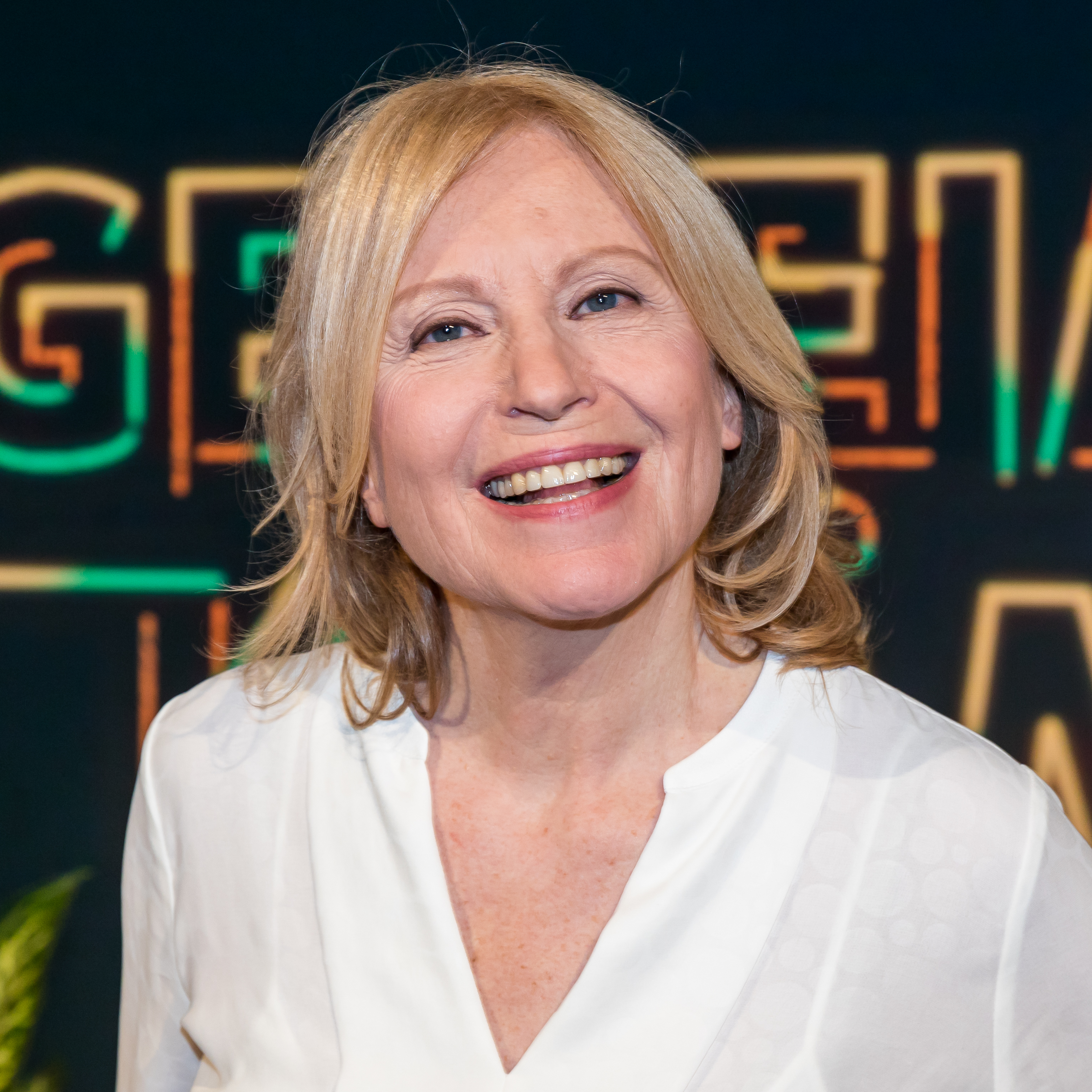
Das Spiel von Hauptdarstellerin Maren Kroymann bewerteten Kritiker vorwiegend positiv.

Der Standard urteilte, dass das „pointierte Drehbuch“ von Mathias Klaschka „voller guter und gewitzter Dialoge“ sei und Regisseur Marco Petry „seinen humorvollen Film temporeich“ inszeniert habe. Alle Figuren trugen „allerhand Geheimnisse mit sich herum, von denen die anderen erstaunlicherweise doch etwas gewusst haben. Es geht um den schönen Schein, den es vermeintlich zu wahren gilt – dabei belügen sich die Personen in diesem Film nahezu alle und gerne selbst. Das gilt insbesondere für die beiden gar nicht so verschiedenen Schwestern, die gleichermaßen egoistisch leben, und von Kroymann und Kriener mit vielen Nuancen sehr wahrhaftig verkörpert werden.“
Martina Kalweit von Tittelbach.tv fand, dass Mona & Marie – angelehnt an Charles Dickens’ Erzählung A Christmas Carol (1843) – wieder einmal „die bekannte Mär vom Ekel in Menschengestalt“ erzähle, dabei leider jedoch „auf die üblichen Versatzstücke“ zurückgreife. Das Problem des Films sei, dass „das strenge Korsett der (Weihnachts-)Komödie weder Buch noch Protagonistinnen den nötigen Freiraum für wirklich neue, interessante Eigenheiten gönnt“ und „berauschend originelle“ Ideen fehlten. Den Auftakt der Komödie würzten „ein paar schöne Spitzen, dann wandelt sich die satirisch angespitzte Adventsause in ein mäßig vergnügliches Lehrstück mit versöhnlichem Ausgang. Wirklich anders als in früheren Weihnachtsprogrammen schmeckt das nicht [...] Egal wie’s ausgeht, es läuft auf eine eher trutschige Bescherung hinaus.“
Thomas Klingenmaier	von den Stuttgarter Nachrichten bezeichnete Mona & Marie als „Weihnachtsrührstück“ und verglich die Produktion ebenfalls mit Charles Dickens’ Erzählung. Die Rolle der Mona erinnere an dessen Protagonisten Ebenezer Scrooge, der ebenfalls von Verhärtung und Egoismus geheilt werden soll. Das sei „auch ganz in Ordnung. Aber wie Mona nun den jahrzehntelangen Zank mit ihrer Ex-Hippie-Schwester Marie (Ulrike Kriener) beilegt und auch sonst aufweicht, das wird immer klebriger erzählt, mit erzwungenen Wendungen, Charakterbrüchen und mauen Gags. Das Böse ist leichter pfiffig zu erzählen als das Gute, aber hier rutscht das Gute in dösigen Kitsch. Man wünscht sich schnell das Biest Mona zurück.“

### Einschaltquoten
Mona & Marie wurde am 6. Dezember 2021 in der ZDFmediathek zur Veröffentlichung freigegeben. Die Erstausstrahlung war am 13. Dezember 2021 zur Hauptsendezeit im ZDF. Mit 6,41 Millionen Zuschauern und einem Marktanteil von 20,1 Prozent beim Gesamtpublikum avancierte der Film zur meistgesehenen Sendung des Tages sowie zu einem der erfolgreichsten Montagsfilme des Jahres. Aus der werberelevanten Zielgruppe der 14- bis 49-Jährigen sahen sich 0,61 Millionen Zuschauer die Produktion an. Dies entsprach einem Marktanteil von 8,1 Prozent.

## Fortsetzung
Von April bis Mai 2023 fanden im Raum Köln und in Friesland die Dreharbeiten zu Mona & Marie – Ein etwas anderer Geburtstag statt. Das Drehbuch zum Sequel wurde erneut von Mathias Klaschka verfasst; die Regie übernahm Britta Keils. Die Ausstrahlung erfolgte am 4. Dezember 2023 zur Hauptsendezeit im ZDF. Mit 4,65 Millionen Zuschauern bei einem Marktanteil von 17,6 Prozent war auch die Fortsetzung die meistgesehene Sendung des Tages.

## Verweise
- Mona & Marie in der ZDF-Mediathek. Video (89 Min.), abrufbar bis 17. November 2025
- Mona & Marie bei IMDb